# جورج دوغلاس (دبلوماسي)
جورج دوغلاس (بالإنجليزية: George Douglas, 4th Earl of Angus)‏ (و. 1417 – 1463 م) هو دبلوماسي إسكتلندي، توفي عن عمر يناهز 46 عاماً.